# Oaxacareuzengoffer
De oaxacareuzengoffer (Orthogeomys cuniculus)  is een zoogdier uit de familie van de goffers (Geomyidae). De wetenschappelijke naam van de soort werd voor het eerst geldig gepubliceerd door Elliot in 1905.

## Voorkomen
De soort komt voor in Mexico.